# Willys Six

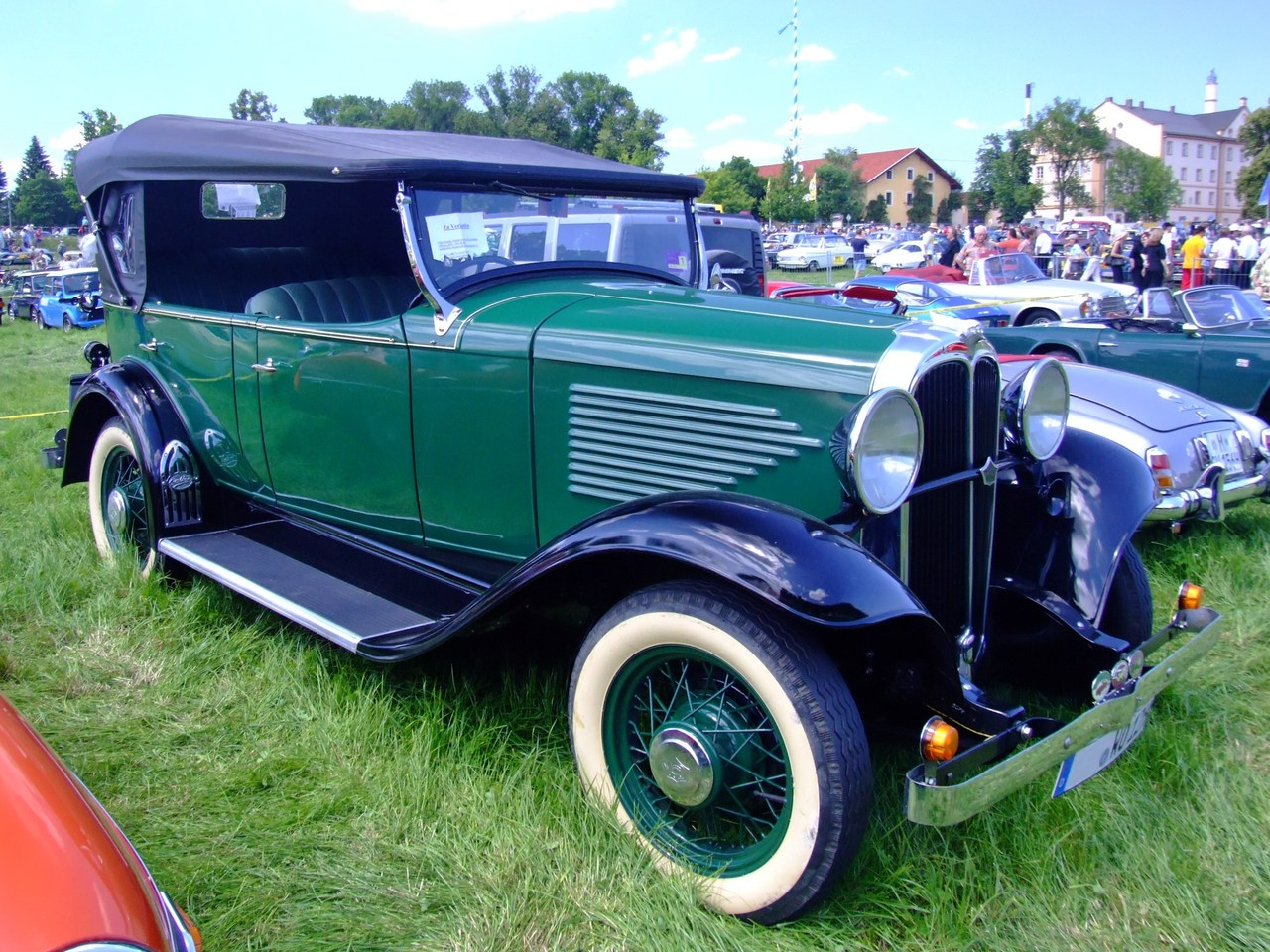
Willys Six-90 Tourenwagen (1932)

Der Willys Six war ein US-amerikanischer PKW, den Willys-Overland in Toledo (Ohio), 1918 herausbrachte. Bis dahin hatte die Firma nur Willys-Knight-Fahrzeuge mit Hülsenschiebermotoren hergestellt. In diesem Jahr bot sie erstmals einen PKW mit konventionellen Hubventilen an.
Der Wagen hatte einen vorne längs eingebauten Sechszylinder-Reihenmotor mit 45 bhp (33 kW) Leistung. Sein Radstand betrug 3048 mm und der Kaufpreis – je nach Ausführung – 1625 US-$ bis 2045 US-$. Diese Serie 89 wurde bis 1920 parallel zu den Knight-Modellen der Serie 88 gebaut, um einer billigeren Modellpalette mit ausschließlich 4-zylindrigen Knight-Motoren Platz zu machen.
1930 tauchten dann wieder Motoren mit Hubventilen bei Willys auf. Der Sechszylinder-Reihenmotor mit 65 bhp (48 kW) Leistung beschleunigte die Wagen bis auf 115 km/h. Der Radstand betrug 2794 mm und die Fahrzeuge kosteten zwischen 695 US-$ und 850 US-$.
Bis 1933 wurde der Six in verschiedenen Versionen angeboten. In diesem Jahr geriet die Firma in Konkurs, die Fertigung lief aber weiter. Zusammen mit dem Willys-Knight wurde der Six zugunsten des kleineren Willys 77 mit Vierzylindermotor eingestellt.

## Modelle Jahr für Jahr

### Modelljahre 1918–1920
Die Serie 89 wurde als 7-sitziger Tourenwagen, als 4-sitziger Club-Roadster und als 6-sitzige Limousine angeboten. In den beiden Folgejahren gab es keine Veränderungen.

### Modelljahr 1930
Von der Serie 98B gab es einen Roadster mit 2 oder 4 Sitzen, einen 5-sitzigen Tourenwagen, ein 2- und ein 4-sitziges Coupé mit jeweils 2 Türen und eine 2- und eine 4-türige Limousine, letztere auch in Luxusausführung.

### Modelljahr 1931

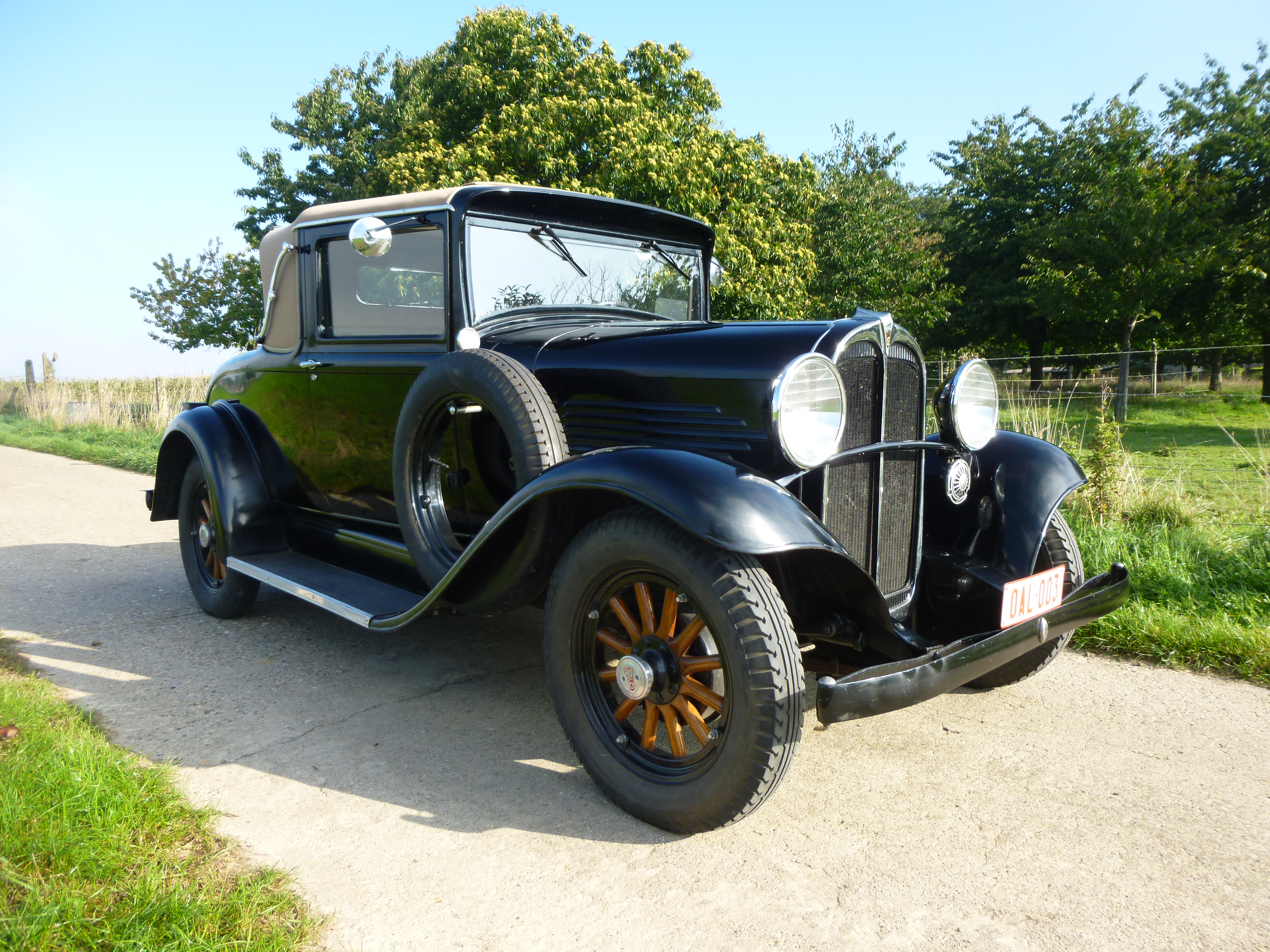
Willys 6 1931 Sport Coupe

Der Nachfolger des 98B hieß Serie 97. Daneben gab es auch die Serie 98D mit um 3’’ verlängertem Radstand (2870 mm). Von diesen Fahrzeugen gab ein Victoria-Coupé und eine Limousine, jeweils in Grund- und Luxusausführung.

### Modelljahr 1932
Nachfolger des 98D (mit langem Radstand) war die Serie 90. Die Wagen bekamen den Beinamen „Silver Streak“ Die Modelle mit kurzem Radstand verschwanden, dafür war der 90 mit allen vorher erwähnten Aufbauten verfügbar.

### Modelljahr 1933
Im Unterschied zum Willys Eight wurde der Six Silver Streak ohne große Veränderungen aus dem Vorjahr übernommen und hieß Serie 90A.